# Młodzieżowe Mistrzostwa Polski Par Klubowych na Żużlu 2002
Młodzieżowe Mistrzostwa Polski Par Klubowych na Żużlu 2002 – zawody żużlowe, mające na celu wyłonienie medalistów młodzieżowych mistrzostw Polski par klubowych w sezonie 2002. Rozegrano trzy turnieje eliminacyjne oraz finał, w którym zwyciężyli żużlowcy Polonii Piła.

## Finał
- Piła, 7 lipca 2002
- Sędzia: Wojciech Grodzki

| Miejsce | Kluby                      | Suma | Zawodnicy                                            | Punkty                                           |
| ------- | -------------------------- | ---- | ---------------------------------------------------- | ------------------------------------------------ |
| złoto   | BGŻ S.A. Polonia Piła      | 25   | Jarosław Hampel Robert Miśkowiak Michał Szczepaniak  | 15 (3,2,2,3,2,3) 10 (1,3,3,1,1,1) ns             |
| srebro  | RKM Rybnik                 | 24   | Roman Chromik Rafał Szombierski Łukasz Szmid         | 14 (3,1,2,3,2,3) 10 (0,2,3,2,3,0) ns             |
| brąz    | ZKŻ Quick Mix Zielona Góra | 21   | Rafał Kurmański Dawid Kujawa Sebastian Smoter        | 17 (3,3,3,2,3,3) 4 (0,0,2,0,1,1) ns              |
| 4       | Unia Leszno                | 19   | Łukasz Jankowski Krzysztof Kasprzak Norbert Kościuch | 8 (2,2,0,2,2,0) 11 (3,1,1,3,1,2) ns              |
| 5       | Atlas Wrocław              | 17   | Krzysztof Słaboń Artur Bogińczuk Ronnie Jamroży      | 12 (1,2,1,3,3,2) 5 (2,1,0,2,0,w) ns              |
| 6       | Unia Tarnów                | 14   | Janusz Kołodziej Marcin Rempała Dawid Bendzera       | 12 (2,3,1,1,2,3) 2 (0,0,–,0,0,2) 0 (–,–,0,–,–,–) |
| 7       | Point-S Polonia Bydgoszcz  | 6    | Robert Umiński Grzegorz Czechowski Grzegorz Musiał   | 5 (1,1,1,0,1,1) 1 (0,–,–,1,w,0) 0 (–,0,0,–,–,–)  |